# Vauntompsonia cristata
Vauntompsonia cristata är en kräftdjursart som beskrevs av Charles Spence Bate 1858. Vauntompsonia cristata ingår i släktet Vauntompsonia, och familjen Bodotriidae. Arten är reproducerande i Sverige.